# Lavamünd
Lavamünd (slo. Labot), trgovište i općina na lijevoj obali rijeke Drave u dolini Labot u Koruškoj, Austrija. Općina Lavamünd proteže se duž slovensko-njemačke jezične granice ispod Štalenskog gorja na prosječnoj nadmorskoj visini od 348 mnm. Područje općine iznosi 93,78 km² i ima 2.941 stanovnika (procjena iz 2018. godine).
Lavamünd je u prošlosti bio važna luka za rafting na Dravu, kao i prometni i trgovački centar i crkveno središte iznad ušća Labotnice u Dravi. Gospodarski značaj mjesta povećan je nakon izgradnje hidroelektrane Lavamünd i planinske ceste Golica u Graško-bazen prema Grazu.
U srednjem vijeku, Lavamünd je bio sjedište Prafare za područje koje je obuhvaćalo mjesta u šire dolini Drave i sjedište Lavantinske biskupije u Sankt Andrä (St. Andra u dolini Labot).
Nakon završetka Prvog svjetskog rata, 27. studenoga 1918., jedinice Generalne Maistre preuzele su i Lavamünd pored drugih mjesta u Koruškoj.

## Zemljopis
Lavamünd leži na jugu Koruške nedaleko od slovenske granice.
U Lavamündu se nalazi carinski ured, a u prigradskom naselju Leifling je bio granični prijelaz.

## Znamenitosti
Od znamenitosti Lavamünd ima gotičku župnu crkvu iz 15. stoljeća, i baroknu crkvu Kalvariju iz 1690. dograđenu oko 1725.

## Privreda
Najviše zaposlenih radi u energetskom sektoru, pored grada su podignute dvije hidroelektrane; Schwabeck - 1942., snage 72 MW i Lavamünd - 1944., snage 28 MW, pored tog ima i par velikih trafo-stanica.
Dosta ljudi radi na carini, održavanju cesta i u par većih pilana.

## Vanjske poveznice
- Službena stranica Lavamünda (njem.)